# ورزشگاه زاهدان
ورزشگاه زاهدان یک ورزشگاهی فوتبال و و دو میدانی در شهر زاهدان، ایران است.
این ورزشگاه که در دهکده المپیک زاهدان قرار دارد در سال ۱۳۸۷ افتتاح شده و دارای ۱۵٬۰۰۰ نفر ظرفیت می‌باشد.